# Scutellosaurus lawleri
Lo scutellosauro (Scutellosaurus lawleri) era un piccolo dinosauro erbivoro del Giurassico inferiore dell'Arizona.

## Il primo dinosauro corazzato
Descritto per la prima volta nel 1981, lo scutellosauro sembra essere una via di mezzo tra i piccoli e veloci ornitischi primitivi come Lesothosaurus e i grossi dinosauri corazzati come gli stegosauri e gli anchilosauri. I resti di questo dinosauro sono piuttosto incompleti, ma permettono comunque una buona ricostruzione dello scutellosauro. Doveva essere un animale piuttosto piccolo, non più lungo di 1,2 metri, munito di zampe posteriori snelle ma robuste, e di arti anteriori più corti, che però potevano permettere una locomozione quadrupede. Lungo l'intero corpo dello scutellosauro erano presenti tubercoli ossei, che ricoprivano come un manto l'animale e probabilmente lo difendevano dai predatori coevi come Dilophosaurus e Coelophysis. Questa struttura sembrerebbe essere stata il primo abbozzo di corazza, che verrà poi sviluppata in seguito dai successivi tireofori (stegosauri e anchilosauri).

## Un cranio primitivo
Per quel poco che si conosce del cranio, esso doveva essere molto simile a quello di Lesothosaurus, e con tutta probabilità nemmeno Scutellosaurus era fornito di tasche guanciali. Questa caratteristica, decisamente primitiva, verrà poi eliminata nei successivi tireofori, a cominciare dal coevo (ma più evoluto) Scelidosaurus. Lo scutellosauro era dotato di una coda lunghissima, di dimensioni decisamente superiori a quelle degli altri ornitischi del periodo, e probabilmente era corazzata anch'essa. Sembra che Scutellosaurus sia stato il primo ornitischio a non impiegare la sola corsa come mezzo di difesa, preferendo a volte raggomitolarsi su sé stesso affidandosi alla propria corazza. Nonostante questa non fosse particolarmente spessa, sembra che l'esperimento abbia funzionato, dato il grande successo dei suoi successivi parenti.